# 秦一
摩羯座θ，又名BD-17 6174，HD 200761、SAO 164132、HR 8075，是摩羯座的一颗恒星，视星等为4.07，位于銀經31.31，銀緯-37.29，其B1900.0坐标为赤經21h 0m 19.6s，赤緯-17° -37.29′ 49″。